# 李龙吟
李龙吟（1952年11月30日—），中国戏剧家。

## 社会职务
李龙吟是中国戏剧家协会理事，北京戏剧家协会副主席，中国文联第八、九、十次文代会代表、北京市文联理事，且曾任北京市朝阳区文化委员会主任、北京演艺集团副总经理、北京儿童艺术剧院股份有限公司董事长、北京歌舞剧院有限公司董事长、北京文化艺术音像出版社有限公司董事长、中国木偶剧院有限公司董事长。

## 作品
李龙吟是编、导、表、评四栖戏剧人，曾创作了《寻找春柳社》、《天使》、《马骏就义》、《还看球吗？》、《杨三姐和陈小二》、《拉黑》等话剧作品。當中以《寻找春柳社》曾获第十届中国戏剧节优秀编剧奖，而该剧也曾代表中国赴日本参加第十四届中、日、韩戏剧节；《杨三姐和陈小二》又获得第八届中国戏剧文化奖金奖。
李龙吟擔任過演出逾三千场的大型舞台杂质剧《飞翔》导演，該劇還獲中华人民共和国文化部、國家旅遊局定为优秀旅游演出剧目。至於其主演话剧《解药》都在中国北京人民艺术剧院小剧场连演百场，受到观众欢迎和給北京人民艺术剧院定为保留演出剧目。而他曾出版過戏剧文化评论集《真话实说》、《实话直说》；2017年於天津大劇院舉辦《李默然戲劇生涯展》。